# Koreanische Tracht
Die traditionelle koreanische Tracht wird in Südkorea Hanbok (Aussprache: [haːn.bok̚];) genannt. In Nordkorea ist die Bezeichnung Chosŏnot (Aussprache: [ʦo.sə.nət̚]) gebräuchlich. Die Bezeichnungen hängen mit den unterschiedlichen Namen Koreas zusammen. Die Tracht geht in ihrer Gestaltung auf die Zeit der Mongolenherrschaft im 13. Jahrhundert zurück. Als Material werden Seide und Ramie verwendet.

## Herren
Männer tragen eine bequeme Hose, die an den Knöcheln gebunden ist, dazu eine Jacke, beides traditionell aus Hanffasern gewebt. Die Jacke wird oft mit Bernsteinknöpfen geschlossen. Wohlhabende Koreaner tragen im Sommer zu Hause einen luftigen Anzug aus Ramie. Im Winter ergänzen eine Weste und ein Mantel den Anzug. Die früher üblichen Stoffschuhe mit geflochtenen Grassohlen sind verschwunden, man trägt heute westliche Lederschuhe.

## Damen
Die Frauentracht ist erheblich aufwendiger und besteht aus mehreren Schichten: Unterhemd und weite lange Unterhosen, im Winter durch eine warme Hose ergänzt. Ein weiter Unterrock, darüber der weite Rock (koreanisch 치마, Chima), der unter der Brust gebunden wird. Eine kurze, Bolero-ähnliche Jacke (저고리, Jeogori) mit weiten Ärmeln wird mit einer großen Schleife vor der Brust geschlossen. Dazu werden bequeme gefütterte Socken getragen, auf denen man im Haus läuft. Draußen tragen die Frauen bunte Gummischuhe. Die Tracht ist bunt, mit leuchtenden Farben bei jungen Mädchen, die bei verheirateten Frauen dezenter werden.

## Heutige Situation
Südkorea:

Im Alltag wird die koreanische Tracht in Südkorea nur noch von älteren Frauen auf dem Land getragen. Zu Fest- und Feiertagen sowie offiziellen Anlässen erscheinen die Damen in prächtiger Tracht, die oft als Einzelstücke Preise wie Haute-Couture-Modelle haben. Tänzerinnen tragen eine besonders weit geschnittene bunte Tracht, zu denen eine aus der Hoftracht übernommene verzierte Schürze gehört, die Brust und Rücken bedeckt. Der Chosŏnot ist außerdem die Arbeitskleidung der Restaurantkette Pyongyang.
Nordkorea:

Im Jahr 2024 wurde „Traditionelle Trachtentradition: traditionelles Wissen, Fähigkeiten und soziale Praktiken“ in Nordkorea von der UNESCO in die Repräsentative Liste des immateriellen Kulturerbes der Menschheit aufgenommen.

## Trivia
Seit 2013 gibt es für die Paläste in Seoul freien Eintritt, falls man in einem Hanbok kommt. Dies und die Popularität koreanischer Fernsehserien führte dazu, dass insbesondere Touristen immer häufiger einen Hanbok tragen. Gleichzeitig wird der damit einhergehende Qualitätsverlust der Kleidung kritisiert, da „Billig-Hanbok“ produziert würden.